# Oncostemum leprosum
Oncostemum leprosum är en viveväxtart som beskrevs av Carl Christian Mez. Oncostemum leprosum ingår i släktet Oncostemum och familjen viveväxter. Inga underarter finns listade i Catalogue of Life.